# König der Manege
König der Manege ist ein österreichischer Spielfilm aus dem Jahr 1954 von Ernst Marischka mit Rudolf Schock und Germaine Damar in den Hauptrollen.

## Handlung
Der Zirkusartist Fritz ist Teil der „3 Meteore“, einer aus ihm und seinen Kumpels Billy und Heinz bestehenden Artistengruppe, deren Spitzennummer am Trapez ein doppelter Salto ohne Netz über einer mit Tigern gefüllten Manege ist. Zwar ist die Welt der fahrenden Leute sein ganzes Leben, aber Fritz verfügt auch über eine begnadete Stimme, mit der, so mutmaßt der Musikpädagoge und Manager Charles Belleroy, er ganze Hallen füllen könnte.
Fritz verlässt daraufhin die Manege und zeigt fortan mit Arien aus Flotows Martha, Verdis Aida und einem Lied von Rossini sein gesangliches Können. Auch in der Liebe scheint ihm das Glück hold, doch beim Kampf ums Herz der hübschen Akrobatiktänzerin Susi Brinkmann steht er in harter Konkurrenz zu dem Akrobaten und Tänzer Jack Holl. In Zürich trifft er seine beiden alten Kumpane Billy und Heinz wieder, und sofort packt ihn die Zirkusluft wieder. Fritz lehnt ein verlockendes Angebot US-amerikanischer Showbiz-Agenten ab und kehrt stattdessen in die Manege, als singender Zirkusakrobat, zurück.

## Produktionsnotizen
König der Manege entstand in Wien-Sievering (Atelieraufnahmen) sowie in Salzburg und am Wörthersee. Die Uraufführung erfolgte am 24. September 1954 in Düsseldorf. Die Berliner Premiere war am 15. Oktober desselben Jahres.
Karl Ehrlich übernahm auch die Produktionsleitung. Fritz Jüptner-Jonstorff entwarf die von Alexander Sawczynski umgesetzten Filmbauten, Gerdago gestaltete die Kostüme. Anton Profes hatte die musikalische Leitung. Franz Hofer war einfacher Kameramann unter Hans Schneebergers Führung.

## Kritiken
Film.at ging vor allem auf Helmut Qualtingers schauspielerische Leistung ein: „Helmut Qualtinger ist als Clown und Zauberkünstler Mirko zu sehen. Wieder darf er einen slawischen Akzent annehmen, grimassiert und outriert er (übertroffen nur von Heinz Conrads), ‚nicht immer salonfähig, aber lustig‘. Mit blasiertem Gesicht gibt er phasenweise den phlegmatischen Clown, um später fast in eine Groucho-Marx-Attitüde zu verfallen, wenn er als möglicher Manager Rudolf Schock umschwänzelt wie weiland Paul Kemp oder Theo Lingen Kiepura.“
Im Lexikon des Internationalen Films heißt es: „Zirkuslustspiel mit Schlagern und Opernausschnitten – Rudolf Schock auf den Leib geschneidert.“